# 45
45（四十五、よんじゅうご、しじゅうご、よそじあまりいつつ）は、自然数、また整数において、44の次で46の前の数である。

## 性質
- 45は合成数であり、約数は1, 3, 5, 9, 15, 45である。
  - 約数の和は78。
- 9番目の三角数である。1つ前は36、次は55。
  - 出目が0から9である10面サイコロの目の総和と等しい。
    - 三角数がハーシャッド数になる7番目の数である。1つ前は36、次は120。
    - 三角数が三角数になる約数の個数をもつ3番目の数である。1つ前は28、次は153。(オンライン整数列大辞典の数列 A116541)
    - 45 = 3 + 6 + 36
      - 3つの異なる三角数の和で表せる3番目の三角数である。1つ前は28、次は55。(オンライン整数列大辞典の数列 A112353)

    - n = 3 のときの n2 番目の三角数とみたとき1つ前は10、次は136。(オンライン整数列大辞典の数列 A037270)

  - 5番目の六角数である。1つ前は28、次は66。
45 = 5 × (2 × 5 − 1)
- 3番目のカプレカ数である。452 = 2025, 20 + 25 = 45。1つ前は9、次は55。
- √2000 に最も近い整数である。√2000 = 44.72135…。442 = 1936, 452 = 2025。
- 1/45 = 0.02… (下線部は循環節で長さは1)
  - 逆数が循環小数になる数で循環節が1になる10番目の数である。1つ前は36、次は48。(オンライン整数列大辞典の数列 A070021)
- 九九では 5 の段で 5 × 9 = 45 (ごっくしじゅうご)、9 の段で 9 × 5 = 45 (くごしじゅうご)と2通りの表し方がある。
- 21番目のハーシャッド数である。1つ前は42、次は48。
  - 9を基とする5番目のハーシャッド数である。1つ前は36、次は54。
- 各位の平方和が41になる最小の数である。次は54。(オンライン整数列大辞典の数列 A003132)
  - 各位の平方和が n になる最小の数である。1つ前の40は26、次の42は145。(オンライン整数列大辞典の数列 A055016)
- 各位の立方和が189になる最小の数である。次は54。(オンライン整数列大辞典の数列 A055012)
  - 各位の立方和が n になる最小の数である。1つ前の188は12335、次の190は145。(オンライン整数列大辞典の数列 A165370)
- 約数の和で表せない15の倍数のうち最小の数である。
- 連続自然数を昇順に並べてできる4番目の数である。1つ前は34、次は56。(オンライン整数列大辞典の数列 A035333)
- 45番目の三角数は1035で初めて4桁の数になる。いいかえると1から自然数を加えていくと45で初めて4桁になる。1つ前は14、次は141。(オンライン整数列大辞典の数列 A068092)
- 45 = 32 + 62
  - 異なる2つの平方数の和で表せる13番目の数である。1つ前は41、次は50。(オンライン整数列大辞典の数列 A004431)
  - n = 2 のときの 3n + 6n の値とみたとき1つ前は9、次は243。(オンライン整数列大辞典の数列 A074607)
- 45 = 22 + 42 + 52
  - 3つの平方数の和1通りで表せる22番目の数である。1つ前は44、次は46。(オンライン整数列大辞典の数列 A025321)
  - 異なる3つの平方数の和1通りで表せる10番目の数である。1つ前は42、次は46。(オンライン整数列大辞典の数列 A025339)
  - n = 2 のときの 2n + 4n + 5n の値とみたとき1つ前は11、次は197。(オンライン整数列大辞典の数列 A074532)
- 45 = 5 × 32
  - n = 3 のときの 5n2 の値とみたとき1つ前は20、次は80。(オンライン整数列大辞典の数列 A033429)
  - n = 2 のときの 5 × 3n の値とみたとき1つ前は15、次は135。(オンライン整数列大辞典の数列 A005030)
  - 2つの異なる素因数の積で p2 × q の形で表せる6番目の数である。1つ前は44、次は50。(オンライン整数列大辞典の数列 A054753)
- 45 = 43 − 42 − 4 + 1
  - n = 4 のときの n3 − n2 − n + 1 の値とみたとき1つ前は15、次は95。(オンライン整数列大辞典の数列 A152618)
- 45 = {\displaystyle \sum _{k=0}^{4}(k^{2}+k+1)}
  - n = 4 のときの {\displaystyle \sum _{k=0}^{n}(k^{2}+k+1)} の値とみたとき1つ前は24、次は76。(オンライン整数列大辞典の数列 A006527)

## その他 45 に関連すること

### 45 × 単位
- 45° = π/4（ラジアン）。これは 1/8 周であり、すなわち正八角形の中心角であり、すなわちその外角である。
- 結婚45周年の祝いをサファイア婚式という。
- レコードの回転数は 45rpm である。特にシングルレコードは 45rpm であることが多いことから「45（フォーティファイブ）」と表現されることがある。
- コルト・ガバメントの愛称の一つ。使用弾薬が45口径であることに由来する。

### 45番目のもの
- 西暦45年
- 第45番元素はロジウム (Rh) である。
- 第45代天皇は聖武天皇である。
- 日本の第45代内閣総理大臣は吉田茂である。
- 大相撲の第45代横綱は若乃花幹士である。
- アメリカ合衆国の第45代大統領はドナルド・トランプである。2017年1月に大統領に就任した。
- アメリカ合衆国の45番目の州はユタ州である。
- 第45代ローマ教皇はレオ1世（在位：440年～461年11月10日）である。
- 年始から数えて45日目は2月14日(平年)、通称バレンタインデー。
- 易占の六十四卦で第45番目の卦は、沢地萃。
- クルアーンにおける第45番目のスーラは跪く時である。
- 第45番周期彗星は本田・ムルコス・パイドゥシャーコヴァー彗星である。
- 冬の代表的な散開星団プレアデス星団（和名昴）はM45。
- 四五天安門事件は1976年4月5日に起こった中国の民衆弾圧事件。
- 月刊誌「新潮45」
- JIS X 0401、ISO 3166-2:JPの都道府県コードの「45」は宮崎県。
- オンライン整数列大辞典の数列 A000045は、フィボナッチ数。
- 45 はデンマーク (DK) の国際電話 国番号

## 符号位置
| 記号 | Unicode | JIS X 0213 | 文字参照          | 名称                     |
| ---- | ------- | ---------- | ----------------- | ------------------------ |
| ㊺   | U+32BA  | 1-8-57     | &#x32BA; &#12986; | CIRCLED DIGIT FORTY FIVE |